# Моллой, Джорджиана
Джорджиана Моллой, урождённая Кеннеди (англ. Georgiana Molloy; 23 мая 1805, Камберленд, Англия  — 8 апреля 1843, Басселтон, Австралия) — ботаник-любитель, собирательница растений.

## Биография
Джорджиана Кеннеди родилась 23 мая 1805 года близ Карлайла (графство Камберленд). В семье было пятеро детей. Джорджиана получила образование, типичное для девочки в то время: она разбиралась в литературе, занималась музыкой, умела рисовать и вышивать. Ботанике она не обучалась, но любила растения.
В 1829 Джорджиана вышла замуж за капитана Джона Моллоя, выпускника Оксфорда и ветерана наполеоновских войн, который был на 24 года старше её. Вскоре после заключения брака супружеская чета эмигрировала в Австралию, где Моллой собирался начать новую жизнь в качестве фермера. Они поселились в Огасте, близ устья реки Блэквуд. На протяжении последующих пяти лет Джорджиана родила пятерых детей. Условия жизни поселенцев были тяжёлыми; старшая дочь Джорджианы умерла при рождении, один из сыновей — в полуторагодовалом возрасте.
Отдушиной Джорджиане служило её давнее любимое занятие — выращивание цветов. Она привезла с собой семена европейских растений, но вскоре увлеклась изучением местной флоры. В 1836 году ей написал британский ботаник-любитель Джеймс Мэнглс, который попросил её выслать ему семена австралийских растений. Джорджиана собрала и отправила семена и засушенные образцы; не зная названий растений, она снабдила образцы подробными описаниями. Так началась её переписка с Мэнглсом; он снабжал её справочниками и необходимыми материалами, а она посылала ему семена и засушенные растения, которые он, в свою очередь, передавал ботаникам и ботаническим садам. Многие из присланных Джорджианой растений ранее не были известны британским ботаникам; кроме того, она исключительно тщательно и бережно упаковывала пересылаемые образцы, а также сопровождала их детальными описаниями.
В 1836 году большинство поселенцев Огасты начали покидать её в поисках более благоприятных для жизни мест. В 1839 году уехали и Моллои, переселившись на сотню километров к северу. Джорджиана тяжело переживала расставание со своим первым садом в Огасте, но вскоре устроила второй, ставший знаменитым в окрестностях и привлекший внимание ботаников. Его посещали, в частности, Джеймс Драммонд, директор ботанического сада в Ирландии, и немецкий ботаник Людвиг Прайс, в ходе своей ботанической экспедиции в Западную Австралию. Он провёл в гостях у Моллоев месяц и существенно пополнил за это время свою коллекцию. Имя Джорджианы Моллой упоминали в своих трудах многие британские ботаники того времени, в том числе Джордж Бентам в своей Flora Australiensis.
Джорджиана Моллой умерла 8 апреля 1843 года, вскоре после рождения шестого ребёнка. В её честь назван вид растений Boronia molloyae.